# As Time Goes By
As Time Goes By è una canzone scritta da Herman Hupfeld nel 1931, la cui fama si è accresciuta nel 1942 quando fu cantata dal personaggio di Sam (Dooley Wilson) nel film Casablanca. La canzone è arrivata al secondo posto nella lista AFI's 100 Years... 100 Songs, che raccoglie le migliori canzoni dei film. La melodia della canzone è stata riadattata come sigla musicale per la Warner Bros. dal 1998.

## Storia
Herman Hupfeld scrisse As Time Goes By per il musical di Broadway Everybody's Welcome del 1931. Nello spettacolo originale, veniva cantata da Frances Williams. È stata registrata quell'anno da diversi artisti, tra cui Rudy Vallee.
La canzone venne usata nel 1942 nel film Casablanca, cantata da Dooley Wilson accompagnato dal pianista Elliot Carpenter, che si poteva sentire lungo tutto il film come leitmotiv. Wilson non poté registrare la versione discografica della canzone in quel periodo a causa di uno sciopero dell'artista, cosa che spinse lo studio a re-distribuire la registrazione di Vallee del 1931, che raggiunse il primo posto in classifica.
Il famoso verso di apertura della canzone, "You must remember this..." ("Devi ricordare questo..."), è in realtà l'apertura del ritornello della canzone per com'era stata originariamente scritta ed eseguita. Wilson, però, non cantò la strofa precedente in Casablanca, e la maggior parte delle registrazioni successive hanno seguito il suo esempio; ciò ha reso la strofa mancante praticamente sconosciuta alla maggior parte degli ascoltatori.
Oltre all'American Film Institute che l'ha inclusa come numero 2 nella sua lista delle 100 migliori canzoni dei film, la National Public Radio l'ha inclusa nel suo NPR 100, la lista del 1999 delle opere musicali statunitensi più importanti del XX secolo.

## Altre versioni
La canzone è stata interpretata da diversi artisti, tra cui Billie Holiday, Engelbert Humperdinck, Bing Crosby, Perry Como, Frank Sinatra, Harry Nilsson, Louis Armstrong, Julio Iglesias, Carly Simon, Tony Bennett, Arielle Dombasle, Jane Monheit, Rod Stewart, Jimmy Durante, Chet Baker, Gal Costa, Sammy Davis Jr., Bryan Ferry, Willie Nelson, Vera Lynn, Andy Williams, Barry White, The Duprees, Johnnie Ray, ZZ Top, Amanda Lear, Widespread Panic e Johnny Mathis. Tra le versioni degne di nota ci sono:
- Barbra Streisand da The Third Album;
- Mina da Uiallalla;
- Bob Dylan, allora noto come Bob Zimmerman, eseguì la canzone il 9 gennaio 1959 al Jacket Jamboree a Hibbing, in Minnesota;[6]. Nel 2017 ne registra una versione che include nel triplo album Triplicate.
- Jimmy Durante dal suo album Jimmy Durante's Way of Life (poi inclusa nella colonna sonora di Insonnia d'amore);
- Johnny Nash, la cui interpretazione raggiunse la posizione numero 43 della classifica della Billboard nel 1959.
- Anthony Strong ha aggiunto una versione nel suo album On a Clear Day.

## Eredità
La canzone ha ispirato il titolo del primo memoriale del primo agente dei Beatles Derek Taylor, pubblicato dalla Sphere Books nel 1973.
Ha dato inoltre il titolo alla sitcom britannica As Time Goes By, e una sua registrazione ad opera di Joe Fagin è stata usata come sigla della serie.